# Murawy na Pojezierzu Ełckim
Murawy na Pojezierzu Ełckim este o arie protejată (sit de importanță comunitară — SCI) din Polonia întinsă pe o suprafață de 77,22 ha, integral pe uscat.

## Localizare
Centrul sitului Murawy na Pojezierzu Ełckim este situat la coordonatele 53°54′03″N 22°20′07″E / 53.9009°N 22.3352°E.

## Înființare
Situl Murawy na Pojezierzu Ełckim a fost declarat sit de importanță comunitară în octombrie 2009 pentru a proteja 2 specii de animale.

## Biodiversitate
Situată în ecoregiunea continentală, aria protejată conține 1 habitat natural: Pajiști uscate seminaturale și facies de acoperire cu tufișuri pe substraturi calcaroase (Festuco-Brometalia) (* situri importante pentru orhidee).
La baza desemnării sitului se află mai multe specii protejate de  amfibieni (2): buhai de baltă cu burta roșie (Bombina bombina), triton cu creastă (Triturus cristatus).